# Jeanne-Marie Leprince de Beaumont
Jeanne Marie Leprince de Beaumont (Ruan, 26 de abril de 1711-Chavanod, 8 de septiembre de 1780) fue una escritora francesa, reconocida por ser autora de la versión más difundida del cuento de La Bella y la Bestia.

## Biografía
Jeanne Marie Leprince, bautizada como Marie-Barbe, fue hija de Jean-Baptiste Leprince y de Marie-Barbe Plantart. Quedó huérfana de madre con once años y ella y su hermana menor fueron educadas en un convento y luego enseñaron allí como maestras de 1725 a 1735. Después, trabajó como institutriz en la corte de Lorena, donde desempeñó funciones de dama de compañía y de profesora de música, hasta que se casó con M. Beaumont, con quien tuvo una hija, Elisabeth. Comenzó a escribir desde muy joven, y tras separarse de su marido (su matrimonio con Beaumont sería anulado), viajó a Londres en 1748 donde fundó un periódico para jóvenes, donde se trataban temas literarios y científicos, y una escuela para niños. Escribió más de setenta libros: el primero fue una novela moralista, El triunfo de la verdad (publicada en 1748), aunque se hizo célebre principalmente por sus libros de cuentos. En uno de ellos, El almacén de los niños (publicado en 1757), aparece su versión de La Bella y la Bestia. Regresó en 1776 a Saboya entonces parte del Reino del Piamonte y actual Francia donde pasó los últimos años de su vida, siendo "La Bella y la Bestia" su último cuento. La escritora muere de cáncer de mama.

## Obras
- 1748: El Triunfo de la verdad o Memorias de madame de La Villette (novela)
- 1757: El almacén de los niños (cuentos)
- 1760: El almacén de las señoritas adolescentes (cuentos)
- 1768:  El almacén de un pobre (cuentos)
- 1770: "La Bella y la Bestia" (cuento)

### MARCHAS
- Aurore et Aimée
- La bella y la bestia
- Belote et Laidronette
- Conte des trois souhaits
- Conte du pêcheur et du voyageur
- Joliette
- La curiosité
- La veuve et ses deux filles
- Le Prince Charmant
- Le Prince Chéri
- Le Prince Désir
- Le Prince Fatal et le Prince Fortuné
- Le Prince Tity